# (829) Academia
(829) Academia – planetoida z pasa głównego asteroid okrążająca Słońce w ciągu 4 lat i 55 dni w średniej odległości 2,58 au. Została odkryta 25 sierpnia 1916 roku w Obserwatorium Simejiz na górze Koszka na Półwyspie Krymskim przez Grigorija Nieujmina. Nazwa  została nadana na cześć Rosyjskiej Akademii Nauk z okazji 200 rocznicy jej założenia. Przed nadaniem nazwy planetoida nosiła oznaczenie tymczasowe (829) 1916 ZY.